# Estanislao del Canto
Estanislao del Canto Arteaga (Quillota 23 november 1840 - Santiago 23 juli 1923) was een Chileens militair.
Hij trad in 1856 toe tot de militaire academie en studeerde in 1859 af met de rang van sergeant. Hij nam zowel deel aan de pacificatie van de binnenlanden als de oorlog met Spanje. Tijdens de Salpeteroorlog was hij medeverantwoordelijk voor de Chileense nederlaag tegen de Peruanen bij Concepción (juli 1882).
In april 1885 werd hij benoemd tot adjunct-directeur van de Escuela Militar (Militaire School) van de Santiago met de rang van kolonel. Van 1887 tot 1889 was hij commandant van de politie van Santiago. 
Hij was een fel tegenstander van president José Manuel Balmaceda en werd in 1890 vanwege diens politieke opvattingen door de president verbannen naar Tacna. Hij koos direct na de opstand tegen diens regering de zijde van het rebellenleger van het Congres. Hij nam de havenstad Pisagua in het noorden van het land in tijdens de eerste fase van de Burgeroorlog (januari 1891). Tijdens een poging van het regeringsleger om de stad te veroveren trokken kolonel Del Canto en diens mannen het regeringsleger tegemoet en raakten slaags met elkaar bij Zapiga (21 januari) waarbij het regeringsleger het onderspit moest delven. Daarna leidde hij diverse campagnes van de rebellen in het noorden van het land (Huara, Pozo Almonte, etc.). Hij speelde een beslissende rol in de veldslagen bij Concón en Placilla.
Na de overwinning van het rebellenleger van het Congres werd hij op 12 november 1891 vanwege zijn verdienste bevorderd tot generaal-majoor. Nadien verbleef hij als deel van een militaire missie tot 1896 in Europa. Hij begeerde het presidentschap van Chili, maar slaagde er niet in om zich kandidaat te stellen.
Estanislao del Canto overleed op 23 juni 1923 in Santiago. Hij was getrouwd met Estanislao del Canto.